# Stazione di Maibara
La stazione di Maibara (米原駅Maibara-eki?) è una stazione del Tōkaidō Shinkansen che serve la città di Maibara e il suo circondario nella prefettura di Shiga. Oltre alla linea ad alta velocità, in questa stazione fermano anche i treni della linea Hokuriku e i servizi locali ed espressi della linea principale Tōkaidō. È punto di interscambio anche per i treni delle ferrovie Ohmi. Questa stazione è l'ultima verso est controllata da JR West.

## Linee
- JR West
  - Linea principale Tōkaidō (Linea Biwako)
  - Linea principale Hokuriku (Linea Biwako)
- JR Central
  - Tōkaidō Shinkansen
  - Linea principale Tōkaidō (Per Ōgaki e Gifu)
- Ferrovie Ohmi
  - Linea Ohmi principale

## Stazioni adiacenti
| ≪                                           | Servizio                                   | ≫                                          |
| Linea principale Tōkaidō (Linea JR Biwako)  | Linea principale Tōkaidō (Linea JR Biwako) | Linea principale Tōkaidō (Linea JR Biwako) |
| ------------------------------------------- | ------------------------------------------ | ------------------------------------------ |
| Sakata                                      | Locale Rapido Speciale                     | Hikone                                     |
| Linea principale Hokuriku (Linea JR Biwako) |                                            |                                            |
| Sakata                                      | Locale Rapido Speciale                     | Hikone                                     |
| Tōkaidō Shinkansen                          |                                            |                                            |
| Gifu-Hashima                                | -                                          | Kyoto                                      |
| Linea principale Tōkaidō (JR Central)       |                                            |                                            |
| Samegai                                     | Locale e rapido                            | Capolinea                                  |
| Linea Ohmi principale                       |                                            |                                            |
| Capolinea                                   | Locale Rapido                              | Fujitec-mae                                |

## Ekiben
Nella stazione sono disponibili i seguenti ekiben:
- Kohoku no ohanashi (湖北のおはなし?)
- Ōmigyū Ōimeshi (近江牛大入飯?)
- Ōmigyū to Shoimeshi (近江牛としょいめし?)
- Gyūniku Bentō (牛肉弁当?)
- Steak Bentō (ステーキ弁当?)
- Ōmigyū to Steakjū (近江牛ステーキ重?)
- Okaka gohan (おかかごはん?)
- Ōmi no aji (近江の味?)
- Matsutake meshi (松茸めし?)
- Kyōfū Obentō (京風おべんとう?)
- Okonomi Meshi (おこのみめし?)
- Ibuki Kamameshi (伊吹釜めし?)
- Ganso Funazushi (元祖鱒寿し?)